# Famille von Czettritz
La famille von Czettritz (également Czetteras, Zettritz, Zedritz, Zedritz von Kinsberg ; tchèque Četrycové / Cetrycové, également Četrys z Kariše et Četrys z Kinšperka) est le nom d'une famille noble d'origine silésienne, dont les membres sont élevés à la dignité comtale en Bohème et en Prusse. Une branche de la famille s'appelle "Czettritz von Kynsberg" (Četrys z Kinšperka) d'après le Kynsburg (de). Une autre ligne s'appelle "Czettritz von Neuhaus (ß)" d'après le château de Neuhaus (de) et la branche familiale de Schatzlar s'appelle "Czettritz von Karisch" (Četrycové z Karyše).

## Histoire

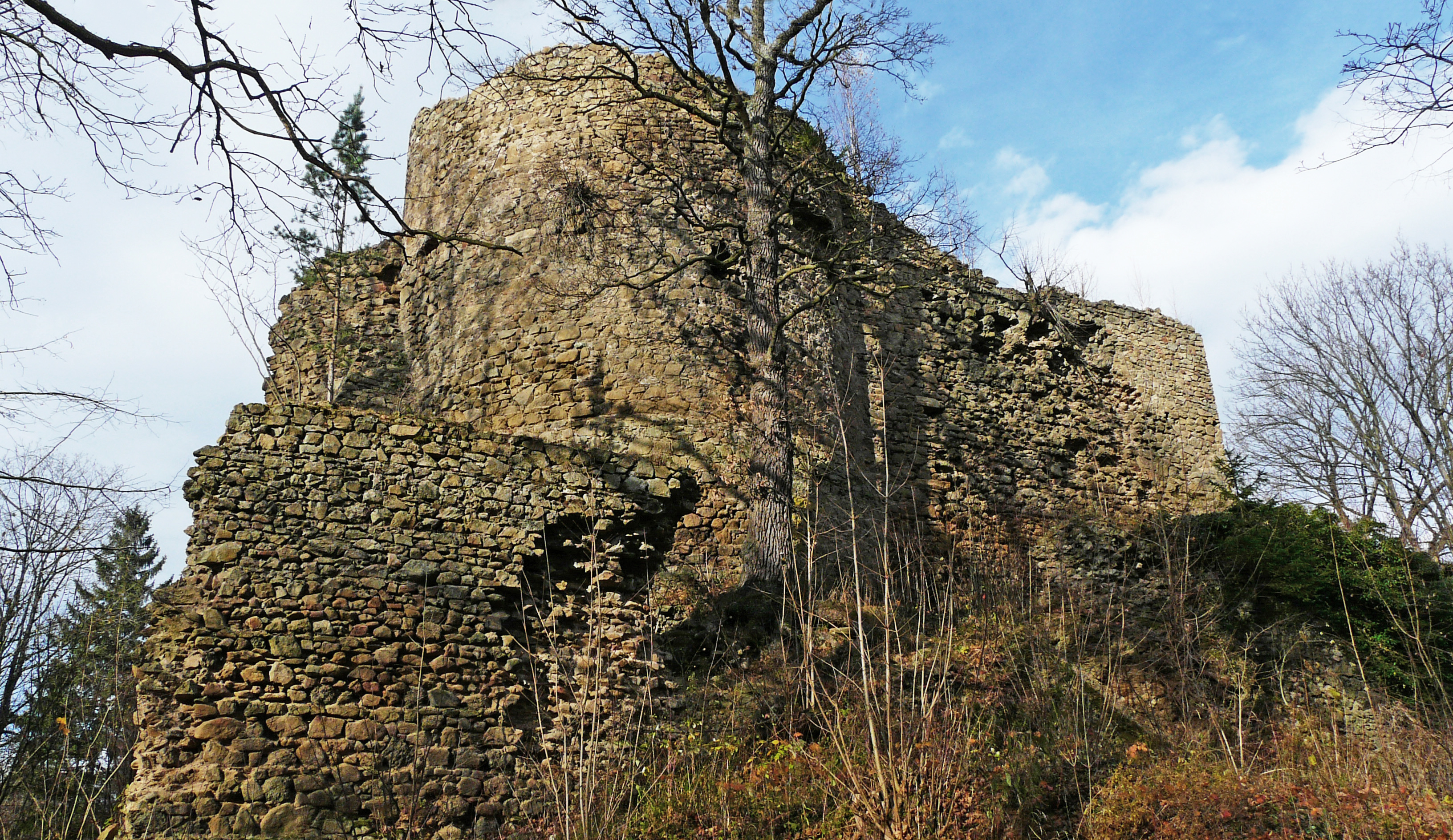

Les seigneurs de Czettritz sont l'une des plus respectées et des plus anciennes familles nobles de Silésie. Un Dietz Czettritz est attestée dès 1230. En 1238, Hermann von Czettritz est conseiller du duc Henri de Breslau. La famille apparaît pour la première fois en 1243 avec Merboto de Czetteras à Fribourg dans le duché de Silésie, dont le frère Peczco/Betsche possède château de Zeis (de) voisin.  En 1312, Hermann von Czettritz est burgrave de Nimptsch.
La lignée ininterrompue commence en 1368 avec Hermann von Czettritz, burgrave de Nimptsch, qui était en outre intendant de la duchesse douairière Agnès. Son fils éponyme Hermann von Czettritz le Jeune  Heřman z Cetryc ; mort en 1454) marié avant 1430 avec une fille du conseiller royal et ancien gouverneur des principautés héréditaires de Bohême de Schweidnitz-Jauer et Breslau, Jan von Chotěmice (de). À partir de 1430, il possède le château et la seigneurie de Fürstenstein. En 1437, il acquiert Schwarzwaldau ; Konradswaldau, le château de Vogelgesang (de) et le château et la seigneurie de Neuhaus (de) sont également en sa possession. Parce qu'il est un sympathisant hussite, son château de Vogelgesang est partiellement détruit en 1437 par une armée de mercenaires de Breslau. En 1526, Ulrich von Czettritz combat aux côtés du roi Louis II de Bohême lors de la bataille de Mohács. En 1531, Friedrich et Georg von Czettritz reçoivent le titre de seigneur bohémien (de).

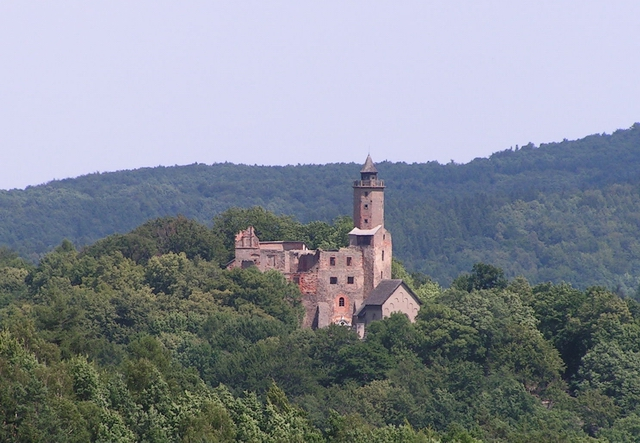

En 1545, Sigismund von Czettritz obtient plusieurs droits artisanaux et le privilège brassicole du roi de Bohême Ferdinand Ier pour la ville de Waldenburg. Friedrich Czettritz von Kynsberg (Četrys von Kinšperg) acquit la seigneurie de Grätz près de Troppau en 1535 en gage. Ses fils Frédéric et Adam lui succèdent, ce dernier étant hérité par ses fils Georg et Frédéric. Ce dernier acquit la seigneurie de Stettin en 1569. Après sa mort en 1572, ses fils Georg Ulrich et Johann Balthasar lui succèdent. En 1584, Johann Balthasar von Czettritz acquit le seigneurie de Kunewald avec Zauchtel dans l'arrondissement de Prerau. Il prend part au soulèvement de Bohême, mais meurt sans descendance en 1621. Ses biens passent à sa sœur Judith, mariée à Moritz von Redern. En 1589 Hans von Czettritz est attesté comme burgrave de Liegnitz.
Hermann von Czettritz (Hermann Cetryc von Karyš), gendre de l'entrepreneur minier Christoph von Gendorf (de), acquit la seigneurie de Schatzlar dans le nord-est de la Bohême en 1599. En 1606-1628 Diprand von Czettritz construit le château de Neuhaus. Friedrich von Czettritz, seigneur héréditaire d'Oberwernersdorf, participe au soulèvement de Bohême, c'est pourquoi son domaine est confisqué par l'empereur en 1625. En 1725, Abraham von Czettritz, principal percepteur des impôts des principautés de Schweidnitz et Jauer, est nommé baron de Bohême.
En 1786, les barons Karl Abraham Oswald Czettritz von Neuhaus auf Schwarzwaldau et Heinrich Siegmund Czettritz von Neuhaus auf Berghof en Silésie sont élevés au rang de comtes prussiens. Avec ce dernier en 1835, la branche comtale dans la lignée masculine s'éteint. Sa fille Elisabeth (1782-1864) est mariée au comte Friedrich von Hardenberg. En 1840, Karl von Czettritz, administrateur de l'arrondissement de Jauer, est élevé au rang de baron prussien.

## Possessions
Les Czettritz ont acquis de nombreuses propriétés dans le duché de Schweidnitz, où ils fondent au XVIe siècle plusieurs localités dans les montagnes de Waldenburg (de). En leur possession se trouvent temporairement entre autres Adelsbach, Dittmannsdorf, Fröhlichsdorf, Fürstenstein, Gaablau, Gottesberg (de), Hausdorf, Jannowitz, Konradswaldau avec le château de Conradswalde (de), Kreppelhof, la seigneurie de Kynau avec le Kynsburg, Liebersdorf, Schwarzwaldau, Reußendorf (de), Seitendorf (de) et le château de Zeis (de) ainsi que le district du château de Neuhaus avec la ville de Waldenburg et Oberwaldenburg (de). Dans le comté voisin de Glatz, ils possèdent des biens dans la seigneurie d'Oberwernersdorf.
De 1558 à 1561, ils possèdent également Gleiwitz en Haute-Silésie. En Moravie, la branche familiale de Czettritz von Kynsberg possède entre autres Grätz dans le duché de Troppau et Kunewald et Zauchtel dans le Kuhländchen (de). Durant leur règne, ces deux dernières localités deviennent un centre du mouvement des Frères germanophones, soutenu par Johann Balthasar von Czettritz. En 1604-1614, il construit l'église de la Trinité à Zauchtel, qui est l'une des plus grandes maisons paroissiales protestantes. En Bohême orientale, Schatzlar appartient notamment aux Czettritz.

## Armes

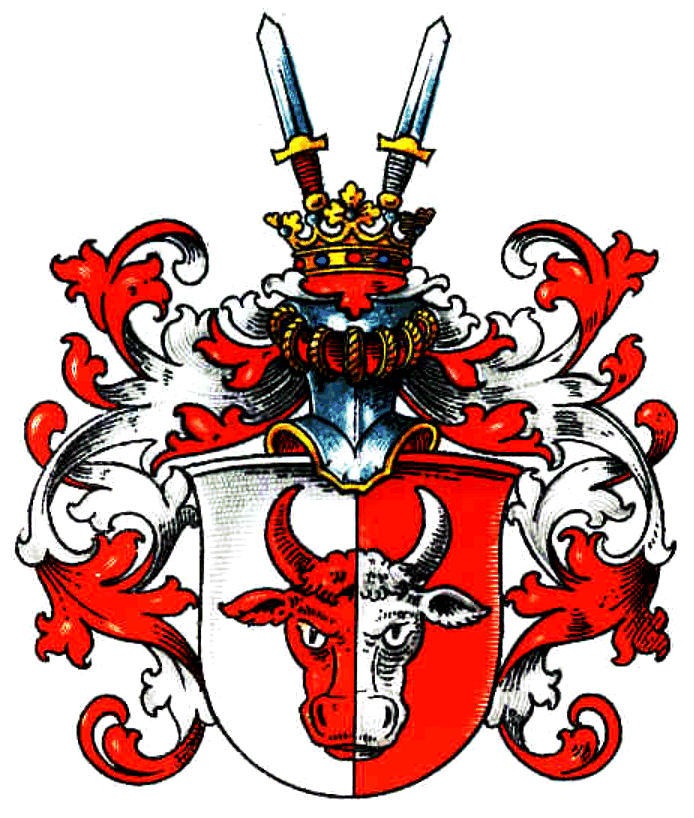
Armoiries de la famille von Czettritz

Armoiries de la Szlachta

Les armoiries familiales montrent une tête de buffle tournée vers l'avant de couleurs alternées dans un bouclier divisé entre le rouge et l'argent. Sur le casque aux lambrequins rouges et argentés se trouvent deux épées aux poignées dorées, celle de droite nue, celle de gauche dans un fourreau rouge.

## Personnalités
- Ernst Heinrich von Czettritz und Neuhaus (de) (1713–1782), lieutenant général prussien, chevalier de l'Ordre Pour le Mérite
- Georg Oswald von Czettritz (de) (1728–1796), général de cavalerie prussien, chevalier de l'Ordre Pour le Mérite[6] .
- Emanuel Ernst Albrecht von Czettritz (de) (1729–1798), général de division prussien, chevalier de l'Ordre Pour le Mérite
- Karl Heinrich von Czettritz und Neuhaus (de) (1773–1865), général de division prussien
- Emil von Czettritz et Neuhaus (1801–1887), lieutenant général prussien
- Wolfgang von Czettritz (de) (1897-1943), officier allemand, victime du régime national-socialiste
- Holm von Czettritz (de) (1939-2017), artiste commercial allemand, illustrateur et peintre